# Flüchtlinge in Namibia
Namibia ist Heimat von etwa 7421 legalen Flüchtlingen und Asylbewerbern (Stand März 2023). Dies sind etwa  Sie werden auf Grundlage internationaler Abkommen und dem namibischen Flüchtlingsgesetz Namibia Refugees (Recognition and Control) Act aus dem Jahr 1999 verwaltet.
Flüchtlinge werden vor allem im Flüchtlingslager Osire (5665 im Jahr 2019) betreut, dem einzigen offiziellen Flüchtlingslager das Landes.
Von den Flüchtlingen im Land geht ein Großteil auf Kongolesen aus der Demokratischen Republik Kongo zurück. Weitere Flüchtlinge kommen aus  Bangladesch, Burundi, Kamerun, Tschad, der Zentralafrikanischen Republik, Äthiopien, der Republik Kongo, Kenia, Nigeria, Ruanda, Senegal, Somalia, Uganda, Tansania, Sambia und Simbabwe.
Aus Anlass des Weltflüchtlingstags 2022 bekräftigte die namibische Regierung ihre offene Haltung gegenüber jeglichen Asylsuchenden. Neue Gesetzgebungen zur Regulierung der Migration wurden im November 2023 angekündigt.